# Choteau
Choteau è una città degli Stati Uniti d'America situata nel Montana, nella Contea di Teton, della quale è anche il capoluogo.